# Semen Datura
Semen Datura war eine Metal-Band aus Deutschland.

## Bandgeschichte
Die Band existiert seit Spätherbst 1997. Nach dem Demo MXVII und der 1999 erschienenen EP Black Wings unterzeichnete die Band einen Vertrag mit dem österreichischen Plattenlabel CCP Records. Unter der Leitung des Produzenten Andy Classen spielte die Band im Stage One Studio (Holy Moses, Suidakra, Nagelfar) ihr erstes Album ein, welches 2001 veröffentlicht wurde. Durch Besetzungsprobleme wurde die Band Ende 2001 auf Eis gelegt.
Auerswald und Nakhar reformierten die Band im Jahr 2004 und arbeiteten an Liedern für das Album Vineta Part I. Es stellt den ersten Teil einer Trilogie über die versunkene Stadt Vineta dar.
Am 16. Oktober 2009 erschien das dritte Album Einsamkeit auf dem italienischen label Aeternitas Tenebrarum Music Foundation (Lantlôs, Absentia Lunae, Forgotten Woods).
2010 gab die Band ihre Auflösung bekannt.

## Musikstil und Texte
Die Band orientiert sich an experimentellen Black-Metal-Einflüssen, „das Gebotene schaut jedoch ausgiebig […] über den Tellerrand hinaus. Das betrifft sowohl die teils ungewöhnlichen, dadurch aber nicht weniger berührenden harmonischen Strukturen als auch den Gebrauch von synthetischen Klangfarben und die Verfremdungseffekte auf den stimmlichen Darbietungen.“ Die auf den frühen Veröffentlichungen vorhandenen Death-/Thrash-Metal-Einflüsse wie auch orchestrale Elemente traten auf Einsamkeit deutlich in den Hintergrund. Das Album wurde als eigenwillig und avantgardistisch beschrieben; es kopiert weniger den norwegischen Black Metal oder Bathory, sondern wirkt „ab und zu […] wie eine weniger durchgeknallte, aber um so manisch-depressivere Ausgabe der früheren BETHLEHEM, als diese noch ihren schwarzmetallisch gefärbten Dark Metal zelebrierten. Auch an VED BUENS ENDE, progressivere SATYRICON, SECRETS OF THE MOON oder gar DEATHSPELL OMEGA muss man gelegentlich denken, wobei der Individualismus stets die Hauptrolle spielt und genannte Einflüsse eher Statisten und Nebencharakteren zufallen.“ Betont wurde auch der Jazz-Einfluss des Schlagzeugers, was „insbesondere in dem verhalten, fast doomig beginnenden ‚Mental Outlaw‘ zur Geltung kommt“.
Semen ist das englische Wort für ‚Samen‘, Datura spielt auf den wissenschaftlichen Namen der Stechäpfel an, was Vermutungen bezüglich des potentiellen Drogenkonsums der Musiker zulässt. Die Texte sind zum Großteil metaphorisch gestaltet und behandeln Themen wie Verzweiflung, Dunkelheit und Isolation. Vineta Part I und Einsamkeit sind die ersten beiden Teile einer geplanten Trilogie zur Vineta-Sage. Auf Einsamkeit sind „die Texte weniger lang und metaphorisch ausgefallen […], stattdessen wird auf Kürze, Klarheit und Prägnanz gesetzt“.

## Diskografie
- 1998: MXVII (Demo)
- 1999: Black Wings (EP)
- 2001: This Love Is Dead
- 2005: Vineta Part I
- 2009: Einsamkeit